# 袁愷 (崇禎進士)
袁愷（？年—1645年），字伯順，號忍西，山東承宣布政使司東昌府聊城縣（今山東省聊城縣）人，明末政治人物，同進士出身。

## 生平
崇禎四年（1631年）辛未科進士，任山西潞安府推官，調任山西太原府推官。之後選授刑科給事中，因上疏彈劾大學士薛國觀接受賄賂。言語侵犯僉都御史宋之普，儘管薛國觀獲罪，袁愷也被罷免歸鄉。福王時，以原官起用，赴任途中去世。